# Estación de Yunquera de Henares
Yunquera de Henares es una estación de ferrocarril situada en el municipio español de Yunquera de Henares, en la provincia de Guadalajara. Tienen parada trenes con servicios de Media Distancia de Renfe. Cumple también funciones logísticas.

## Situación ferroviaria
La estación se encuentra en el punto kilométrico 68,5 de la línea férrea de ancho ibérico que une Madrid con Barcelona a 683,6 metros de altitud, entre las estaciones de Fontanar y Maluque.

## Historia
La estación fue inaugurada el 5 de octubre de 1860 con la apertura del tramo Guadalajara - Jadraque de la línea férrea Madrid-Zaragoza por parte de la Compañía de los Ferrocarriles de Madrid a Zaragoza y Alicante o MZA. En 1941, la nacionalización del ferrocarril en España supuso la integración de la compañía en la recién creada RENFE. Desde 2005, Renfe Operadora explota la línea mientras que el ente Adif es la titular de las instalaciones ferroviarias. 

## La estación
El edificio para viajeros es una estructura de planta baja con cubierta en raso y disposición lateral a la vía. Su fachada principal posee siete huecos repartidos entre tres arcos que sirven de acceso al recinto y cuatro ventanas también en forma de arco. La marquesina que está situada sobre el andén lateral cubre únicamente la mitad del ancho de éste, sobre las tres puertas centrales del edificio de viajeros. La estación está adaptada a usuarios con movilidad reducida y tiene una plaza de aparcamiento para este tipo de usuarios. 
El andén lateral presenta una pequeña marquesina que lo cubre a la altura de las tres puertas mencionadas. Cuenta con dos andenes, uno lateral y otro central y cinco vías. La vía 1 (principal) accede al andén lateral y al central, mientras que la vía 2 (principal) lo hace al andén central únicamente. La vía 4 (derivada) no tiene acceso a andén. Las vías 3 y 5 son derivaciones de la vía 1 y se sitúan cada una en uno de los laterales del edificio, acabando en toperas.

## Servicios ferroviarios

### Media Distancia
Los servicios de Media Distancia de Renfe operados con trenes Regionales y Regionales Exprés tienen como principales destinos Madrid, Guadalajara, Sigüenza, Zaragoza, Lérida y Barcelona
| Línea MD | Trenes          | Origen/Destino   |  | Destino/Origen                |
| -------- | --------------- | ---------------- |  | ----------------------------- |
| 55       | Regional Exprés | Madrid-Chamartín |  | Barcelona-Estación de Francia |
| 55       | Regional        | Madrid-Chamartín |  | Lérida Sigüenza               |